# Vainqueur (artiste)
Pour les articles homonymes, voir Vainqueur.
Vainqueur  est le pseudonyme privilégié de René Löwe, artiste techno basé à Berlin.

## Principaux labels
- Basic Channel
- Chain Reaction
- Maurizio
- Scion Versions